# Sérgio Mendes (álbum de 1983)
| Críticas profissionais                                                      | Críticas profissionais |
| Avaliações da crítica                                                       | Avaliações da crítica  |
| Fonte                                                                       | Avaliação              |
| --------------------------------------------------------------------------- | ---------------------- |
| Allmusic                                                                    | [ 1 ]                  |
| Esta tabela precisa de ser acompanhada por texto em prosa. Consulte o guia. |                        |

"Sérgio Mendes" é decimo primeiro álbum de estúdio do pianista brasileiro Sérgio Mendes. O álbum inclui o single "Never Gonna Let You Go" que chegou a quarta posição na Billboard Hot 100.

## Singles
- Never Gonna Let You Go foi o single de maior sucesso comercial de Mendes até então no Estados Unidos, alcançando a quarta posição na Billboard Hot 100, a vigésima oitava na Hot R&B Songs,[2] e a liderança por quatro semanas na Billboard Adult Contemporary.[3] A canção alcançou ainda a trigésima quinta posição na Bélgica e a vigésima sexta na Holanda.[4]
- Rainbow's End o single chegou a posição 54º Billboard Hot 100[2] e a sexta na Billboard Adult Contemporary[3]

## Faixas
| N.º | Título                       | Duração |  |
| 1.  | "VooDoo"                     | 3:55    |  |
| 2.  | "Never Gonna Let You Go"     | 4:15    |  |
| 3.  | "My Summer Love"             | 4:00    |  |
| 4.  | "Carnaval Festa Do Interior" | 3:50    |  |
| 5.  | "Rainbow's End"              | 4:03    |  |
| 6.  | "Love Is Waiting"            | 3:47    |  |
| 7.  | "Dream Hunter"               | 3:02    |  |
| 8.  | "Life In The Movies"         | 3:52    |  |
| 9.  | "Si Senor"                   | 3:46    |  |

## Desempenho nas paradas
| Paradas (1983)                          | Melhor posição |
| --------------------------------------- | -------------- |
| Estados Unidos (Billboard 200)          | 44             |
| Estados Unidos (Top R&B/Hip Hop Albums) | 39             |
| Países Baixos (Dutch Charts)            | 43             |